# Germain Van der Steen
 (février 2014).
Si vous disposez d'ouvrages ou d'articles de référence ou si vous connaissez des sites web de qualité traitant du thème abordé ici, merci de compléter l'article en donnant les références utiles à sa vérifiabilité et en les liant à la section « Notes et références ».
Pour les articles homonymes, voir Van der Steen.
Germain Van der Steen, né Germain Vandersteen Mauduit Larive le 7 juillet 1897 à Versailles et mort le 12 avril 1985 à Garches, est un peintre français.

## Biographie
Germain Van der Steen part faire ses études en Angleterre et sera diplômé d'Oxford.
Mobilisé pendant la Première Guerre mondiale, il sera gazé.
Après l'armistice, il devient marchand de couleurs dans le quartier de l'Étoile à Paris. Passionné de peinture, il peint pendant la nuit. Il est autodidacte et son art se rattache à la peinture naïve. On distingue trois périodes dans son parcours artistique : la période non figurative, puis vient celle des végétaux imaginaires, multicolores avec draperies et enfin la période des bestiaires, où il représente principalement des chats et des oiseaux. Ses couleurs sont très vives.
Germain Van der Steen expose au Salon d'automne de 1944.

## Collections publiques
- Vicq, musée international d'art naïf : Le Déluge, huile sur toile.

## Affiches
- Chat un de la série, affiche tirée à titre posthume pour l'exposition à la galerie Antoinette à Paris, en 1990.

## Expositions
- France
- Belgique
- Suisse
- Pays-Bas
- Yougoslavie
- États-Unis
- Italie
- Israël
- Autriche
- Allemagne
- Brésil
- Galerie Louise à Paris en 1950
- Hutter, Bâle en 1951
- Musée des Beaux-Arts de Nice, exposition « Démon et merveilles » en 2002 : La création du monde d'après Darius Milhaud
- Musée et centre d'art de Lapalisse, « Œuvres de Germain Vandersteen », jusqu'au 15 septembre 2012.